# Чолош, Дачьян
Дачьян Чолош (рум. Dacian Cioloș; род. 9 февраля 1969, Залэу, Румыния) — румынский инженер, политический и государственный деятель. Депутат Европейского парламента, руководитель либерально-демократической фракции «Обновляя Европу» с 2019 года. В прошлом — премьер-министр Румынии (2015—2017),  европейский комиссар по сельскому хозяйству (2010—2014), министр сельского хозяйства Румынии (2007—2008).

## Биография
В 1987 году Чолош получил степень бакалавра в сельскохозяйственной средней школе Шимлеу-Силванией, в 1994 году — высшее образование на факультете садоводческой инженерии и садоводства Университета сельскохозяйственных наук и ветеринарной медицины города Клуж-Напока. В 1996 году получил сертификат в сфере экологической агрономии в École nationale supérieure agronomique de Rennes, в 1997 году — диплом на курсах развития сельского хозяйства Высшей национальной школы агрономических наук и университета Монпелье, а в октябре 2005 года — сертификат сельскохозяйственных торговых курсов Института всемирного банка и Римского университета.
В 1991—1996 годах Чолош стажировался на органических фермах во французском регионе Бретань. Летом 1995 года он подготовил проект развития сельского хозяйства между Савойей и Арджешем. В том же году Чолош стал консультантом в сфере социально-экономического анализа сельского хозяйства в жудеце Арджеш. В 1997 году был стажёром Генерального директората по сельскому хозяйству и развитию сельской местности при Европейской комиссии. В 1998—1999 годах Чолош руководил программой развития местных районов Арджеша, в 1999—2001 годах был координатором проектов двустороннего сотрудничества в сфере развития местного сельского хозяйства в Румынии. В 2002—2003 годах был в составе делегации Европейской комиссии в Румынии, помог реализовать программу SAPARD в Румынии.

## Премьер-министр
В ноябре 2015 года после пожара в клубе Colectiv ушёл в отставку премьер-министр Виктор Понта, и президент Клаус Йоханнис назначил Чолоша его преемником. Последний предложил создать технократический кабинет из двадцати одного министра, треть из которого занимали бы женщины.
17 ноября 2015 года парламент проголосовал за новый кабинет министров, а вечером того же дня правительство Чолоша было приведено к присяге.

## Последующее время
В 2018 году основал движение за Будущее Румынии, с которым выиграл выборы в Европейский парламент. С лета 2019 года руководитель либерально-демократической фракции «Обновляя Европу».

## Награды
- Командор ордена «За сельскохозяйственные заслуги» (2007 год, Румыния)[2].
- Орден Республики (11 ноября 2016 года, Молдавия) — в знак глубокой признательности за особые заслуги в оказании помощи Республике Молдова в различных социально-экономических областях и за значительный вклад в процесс европейской интеграции нашей страны[3].
- Офицер ордена Почётного легиона (12 апреля 2018 года, Франция)[4].